# Куликовский, Михаил Алексеевич
Михаил Алексеевич Кулико́вский (2 [15] ноября 1906, Санкт-Петербург, Российская империя — 17 октября 1996, Краснодар, Россия) — советский и российский актёр, театральный режиссёр, педагог. Народный артист СССР (1975). Лауреат Государственной премии РСФСР им. К. С. Станиславского (1978).

## Биография
Михаил Куликовский родился 2 (15) ноября 1906 года в Санкт-Петербурге. Его отец, бывший крестьянин из Костромской губернии, работал на Петроградской фабрике Гознака.
Поступил в Ленинградский технологический институт, но однажды, увидев объявление о наборе в театральную студию при Ленинградском государственном театре драмы (ныне Александринский театр), решил попробовать свои силы, поступил и окончил её в 1925 году. После окончания студии, единственный из студийцев, был зачислен в труппу театра, где его наставниками стали режиссёры С. Н. Нерадовский и Ю. М. Юрьев. В 1925—1927 годах — актёр этого театра.
С 1933 по 1936 год работал в театрах Таганрога, Курска, Петрозаводска, Симферополя, где начал режиссёрскую
деятельность. С 1936 по 1938 год — актёр Ленинградского театра Комедии, однако в конце 1930-х уехал в провинцию, где начал ставить спектакли, параллельно играя роли. Был художественным руководителем Оренбургского драматического театра им. М. Горького (1941—1953), режиссёром Иркутского драматического театра (1954—1959).
С 1960 по 1984 год — главный режиссёр Краснодарского театра драмы им. М. Горького.
Как режиссёр-педагог воспитал в стенах Краснодарского театра большую группу ярких актёров. Это народные артисты России А. Кузнецова, И. Макаревич, А. Горгуль, заслуженные артисты РСФСР Е. Афанасьева, С. Гронский, П. Петров, артисты А. Попов, Л. Жаданова, Ю. Косых, Л. Евстигнеева, Е. Братковская, C. Голубь, Л. Иванов, Т. Лисица и другие.
С 1960 по 1988 годы — председатель правления Краснодарского отделения Всероссийского театрального общества, член президиума Всероссийского театрального общества, член секции драматургии при Союзе писателей РСФСР, член комиссии Президиума Верховного Совета по присуждению Государственной премии РСФСР в области литературы и искусства.
Член ВКП(б) с 1940 года. На протяжении многих лет был депутатом Краснодарского краевого Совета депутатов трудящихся.
Скончался 17 октября 1996 года, похоронен на Славянском кладбище Краснодара.

### Семья
- Супруга — Муза Александровна Куликовская (1926—2003)[4]

## Творчество

### Роли
- «Фронт» А. Е. Корнейчука — Огнев[1]
- «Живой труп» Л. Н. Толстого — Фёдлор Васильеваич Протасов
- «Маскарад» М. Ю. Лермонтова — Евгений Александрович Арбенин
- «Рембрандт» Д. Б. Кедрина — Рембрандт
- «Русские люди» К. М. Симонова — Сафонов
- «Ревизор» Н. В. Гоголя — Хлестаков
- «Царь Фёдор Иоаннович» А. К. Толстого — царь Федор Иоаннович
- «Горе от ума» А. С. Грибоедова — Чацкий
- «Гибель эскадры» А. Е. Корнейчука — Комиссар

### Постановки

#### Оренбургский областной драматический театр имени М. Горького
- 1946 — «Старик» М. Горького[1]
- 1947 — «Машенька» А. Н. Афиногенова
- 1947 — «Русский вопрос» К. М. Симонова (играл Смита)
- 1947 — «Хлеб наш насущный» Н. Е. Вирты
- 1949 — «Обрыв» по И. А. Гончарову
- 1949 — «Дубовы» В. И. Пистоленко.

#### Иркутский драматический театр
- 1955 — «Персональное дело» А. П. Штейна
- 1956 — «Крутые перекаты» П. Г. Маляревского
- 1956 — «Маскарад» М. Ю. Лермонтова (играл Арбенина)
- 1957 — «Рембрандт» Д. Б. Кедрина  (играл Рембрандта)
- 1957 — «Поэма о хлебе» П. Г. Маляревского
- 1959 —  «Третья патетическая» Н. Ф. Погодина

#### Краснодарский академический театр драмы
- 1969 — «Незабываемые годы» по пьесам Н. Ф. Погодина
- 1972 — «Старик» М. Горького
- 1974 — «Женитьба Фигаро» П. Бомарше
- 1976 — «Энергичные люди» по В. М. Шукшину
- 1976 — «Премия» А. И. Гельмана
- 1977 — «Фауст» И. Гёте
- «Океан» А. П. Штейна
- «Иркутская история» А. Н. Арбузова
- «Маскарад» М. Ю. Лермонтова
- «Поднятая целина» по М. А. Шолохову
- «Король Лир» У. Шекспира
- «Каждому своё» С. И. Алёшина
- «День седьмой» Б. М. Каспарова
- «Трибунал» A. Е. Макаёнка
- «Нашествие» Л. М. Леонова
- «Человек и глобус» В. В. Лаврентьева
- «Продолжение» Д. Н. Валеева
- «Безымянная звезда» М. Себастиана
- «Плавни» Б. А. Крамаренко[3]
- «Вишнёвый сад» А. П. Чехова
- «Третья патетическая» Н. Ф. Погодина
- «Гибель эскадры» А. Е. Корнейчука
- «Дом с виноградником» В. А. Монастырева
- «Хозяин» И. В. Соболева
- «Остров Афродиты» А. Парниса
- «Собака на сене» Л. де Веги
- «Шестой этаж» А. Жери
- «Машенька» А. Н. Афиногенова
- «Дневник женщины» А. М. Файко
- «Разлом» Б. А. Лавренёва
- «И вновь встреча с юностью» А. Н. Арбузова
- «Женатый жених» А. И. Кузнецова, Г. Г. Штайна
- «Сердце» А. Татарского
- «Требуется лжец» Д. Псафаса
- «За чужим порогом» Т. Марченко
- «Щит и меч» по В. М. Кожевникову
- «Директор» Ю. М. Нагибина
- «Традиционный сбор» В. С. Розова
- «День чудесных обманов» Р. Шеридана
- «Старая дева» И. В. Штока
- «Вызов богам» А. А. Делендика
- «Сохрани мою тайну» В. Н. Собко
- «Звезда Голливуда» К. Одетса
- «Васса Железнова» М. Горького
- «Любовь без прописки» Б. М. Рацера, В. К. Константинова
- «Счастье» О. Васильева
- «Не родись счастливым» Р. Карпова, М. Новикова
- «Цемесская бухта» А. В. Софронова
- «Украли консула» Г. Д. Мдивани
- «Миллионерша» Б. Шоу
- «Этот милый, старый дом» А. Н. Арбузова
- «Странный доктор» А. В. Софронова
- «Верните бабушку!» В. Х. Мхитаряна
- «Годы странствий» А. Н. Арбузова
- «Операция многоженец» А. А. Делендика
- «Кочубей» А. А. Первенцева
- «Ураган» А. В. Софронова
- «Молодожёны» Э. Манова
- «Продолжение» А. Кршижановского
- «Большевики» М. Ф. Шатрова
- «Рубиновые всполохи» А. Яковлева
- «Пожалейте гангстеров!» А. В. Иршина
- «Правда памяти» А. Х. Абдуллина
- «Операция на сердце» А. В. Софронова
- «Любовь и голуби» В. П. Гуркина
- «Варвары» М. Горького

## Звания и награды
- Заслуженный артист РСФСР (1945)[5]
- Заслуженный деятель искусств РСФСР (1958)[6]
- Народный артист РСФСР (1965)[7]
- Народный артист СССР (1975)
- Государственная премия РСФСР имени К. С. Станиславского (1978) — за постановку спектаклей «Старик» М. Горького, «Кочубей» А. А. Первенцева, «Фауст» И. В. Гёте в Краснодарском театре имени М. Горького
- Орден Ленина (1967)[8]
- Орден Трудового Красного Знамени (1976)
- Медаль «За доблестный труд в Великой Отечественной войне 1941—1945 гг.»
- Медаль «За доблестный труд. В ознаменование 100-летия со дня рождения Владимира Ильича Ленина»
- Почётная грамота Верховного Совета РСФСР (1981)
- Почётный гражданин Краснодара (1993)

## Память
- В знак уважения заслуг режиссёра на Кубани проходит региональный фестиваль «Кубань театральная», который по традиции начинается 15 ноября и носит имя Куликовского[9].